# Samuel-von-Brukenthal-Gymnasium
Das Samuel-von-Brukenthal-Gymnasium (rumänisch: Colegiul Național „Samuel von Brukenthal“ din Sibiu) ist ein deutschsprachiges Gymnasium in Hermannstadt. Die Schule wurde 1380 zum ersten Mal urkundlich erwähnt. Damit ist sie die älteste deutschsprachige Schule in Rumänien.
Im Jahre 1921 erhielt die Schule zur Erinnerung an den Freiherrn Samuel von Brukenthal, der zwischen 1777 und 1787 Gouverneur des Fürstentums Siebenbürgen war, ihren heutigen Namen.
Bis 1990 war das Gymnasium eine Schule für die deutsche Minderheit in Rumänien. Obwohl nach 1990 viele Rumäniendeutsche nach Deutschland auswanderten, wird im Lyzeum (Jahrgangsstufe 9–12) und Gymnasium (Jahrgangsstufe 5–8) weiter in deutscher Sprache unterrichtet. Der Großteil der Schüler stammt mittlerweile aus rumänischsprachigen Familien.
Die heutigen Schulgebäude wurden zwischen den Jahren 1779 und 1781 errichtet.
Ein Schüleraustausch wird u. a. zusammen mit der Carl-Maria-von-Weber-Schule in Eutin organisiert und durchgeführt.

## Persönlichkeiten

### Ehemalige Schüler
- Johannes Lutsch (1607–1661), Politiker, Graf der sächsischen Ständenation in Siebenbürgen
- Johann Friedrich von Rosenfeld (1739–1809), siebenbürgischer Verwaltungsbeamter
- Jakob Aurelius Müller (1741–1806), siebenbürgischer Bischof
- Michael Hißmann (1752–1784), Philosoph und Hochschullehrer
- Johann Georg Wenrich (1787–1847), evangelischer Theologe und Hochschullehrer
- Stephan Ludwig Roth (1796–1849), Pfarrer, Schriftsteller und Politiker
- Karl Ludwig von Rosenfeld (1804–1869), siebenbürgisch-österreichischer Staatsmann
- Friedrich Krasser (1818–1893), Schriftsteller und Arzt
- Emil Sigerus (1854–1947), Volkskundler und Stadthistoriker
- Arthur Arz von Straußenburg (1857–1935), Generalstabschef der k.u.k. Armee
- Gustav Gräser (1879–1958), Künstler und Aussteiger
- Friedrich Müller-Langenthal (1884–1969), Theologe und Historiker
- Karl Kurt Klein (1897–1971), Journalist, Theologe und Historiker
- Gustav Gündisch (1907–1996), Historiker und Archivar
- Wolf von Aichelburg (1912–1994), Dichter, Schriftsteller und Komponist
- Roland Phleps (1924–2020), Bildhauer, Neurologe und Psychiater
- Irmgard Sedler (* 1951), Volkskundlerin, Sachbuchautorin und Museumsleiterin
- Klaus Johannis (* 1959), Politiker und Präsident Rumäniens
- Bernd Fabritius (* 1965), Politiker (CSU)

### Lehrer
- Johann Seivert (1735–1785), Collaborator und Konrektor der Schule
- Jakob Aurelius Müller (1741–1806), ab 1767 Lehrer, 1776–1785 Rektor der Schule
- Johann Georg Wenrich (1787–1847), evangelischer Theologe und Hochschullehrer
- Johann Michaelis (1813–1877), Pädagoge und lutherischer Pfarrer